# Линлин
Линли́н (кит. упр. 零陵, пиньинь Línglíng, буквально: «курган из капель») — район городского подчинения городского округа Юнчжоу провинции Хунань (КНР).

## История
Легенды утверждают, что когда мифический древний император Шунь отправился охотиться на юг, то погиб в районе горы Цзюи в современном уезде Нинъюань. Его жёны Эхуан и Нюйин, отправившись на поиски его тела, рыдали так сильно, что люди стали называть его могилу «курганом из капель [слёз]».
В эпоху Воюющих царств эти места располагались у южной границы царства Чу. После объединения китайских земель в централизованную империю они вошли в удел Чаншаских князей. В 205 году до н. э. удела Чаншаских князей был выделен Гуйянский округ (桂阳郡), а в 111 году до н. э. из Гуйянского округа был выделен Линлинский округ (零陵郡), власти которого разместились в созданном здесь уезде Цюаньлин (泉陵县).
После образования империи Суй в 589 году Линлинский округ был расформирован, а вместо него была создана Юнчжоуская область (永州), уезд Цюаньлин был при этом переименован в Линлин (零陵县).
После монгольского завоевания и создания империи Юань Юнчжоуская область была в 1276 году преобразована в Юнчжоуский регион (永州路). После свержения монголов и создания китайской империи Мин «регионы» были переименованы в «управы» — так в 1368 году появилась Юнчжоуская управа (永州府), власти которой по-прежнему размещались в уезде Линлин. После Синьхайской революции в Китае была проведена реформа структуры административного деления, в ходе которой управы были упразднены, и поэтому в 1913 году Юнчжоуская управа была расформирована.
После образования КНР в 1949 году был создан Специальный район Юнчжоу (永州专区), и уезд вошёл в его состав. В мае 1950 года Специальный район Юнчжоу был переименован в Специальный район Линлин (零陵专区).
В октябре 1952 года Специальный район Линлин был расформирован, и уезд перешёл в состав новой структуры — Сяннаньского административного района (湘南行政区). В 1954 году Сяннаньский административный район был упразднён, и уезд вошёл в состав Специального района Хэнъян (衡阳专区).
В 1961 году из уезда Линлин был выделен городской уезд Лэншуйтань, но уже в 1962 году он был вновь присоединён к уезду Линлин.
В декабре 1962 года был воссоздан Специальный район Линлин, и уезд вернулся в его состав.
В 1968 году Специальный район Линлин был переименован в Округ Линлин (零陵地区).
В 1979 году посёлок Дунфэн (东风镇) уезда Линлин, в котором размещались окружные власти, был переименован в Юнчжоу (永州镇) и выведен из состава уезда, став подчинённым напрямую окружным властям.
Постановлением Госсовета КНР от 23 января 1982 года посёлок Юнчжоу был преобразован в городской уезд (永州市).
Постановлением Госсовета КНР от 22 июня 1984 года уезд Линлин был преобразован в городской уезд Лэншуйтань.
Постановлением Госсовета КНР от 21 ноября 1995 года были расформированы округ Линлин и городские уезды Юнчжоу и Лэншуйтань, и образован городской округ Юнчжоу; территория бывшего городского уезда Юнчжоу стала при этом районом Чжишань (芝山区), а территория бывшего городского уезда Лэншуйтань — районом Лэншуйтань.
Постановлением Госсовета КНР от 15 июня 2005 года район Чжишань был переименован в Линлин.

## Административное деление
Район делится на 4 уличных комитета, 7 посёлков и 3 волости.